# イェフゲニ・ノビコフ
イェフゲニ・ノビコフ（エストニア語: Jevgeni Novikov、ロシア語: Евгений Александрович Новиков、1980年6月28日）は、旧ソヴィエト連邦、エストニア、ナルヴァ出身のサッカー選手。ポジションはMF。

## 所属クラブ
- ナルヴァ・トランス 1996-2000
- フローラ・タリン 2001-2002
- FCバルガ 2002
- クレサーレ　2003
- ジルカ・キロヴォフラード 2003-2004
- トム・トムスク 2005
- フローラ・タリン 2006
- ソドヴィク・ステルリタマク 2007
- FKリガ 2007-2008
- ディナモ・バルナウル 2008
- ノーメ・カリュ 2009
- FCオクジェトペス 2010
- FFヤロ 2010
- FCレバディア・タリン 2011

## 代表
- エストニア代表 2001-2008

13試合出場2ゴール